# Каґаміїсі

37°15′10″ пн. ш. 140°20′37″ сх. д. / 37.25278° пн. ш. 140.34361° сх. д.
Каґамії́сі (яп. 鏡石町, かがみいしまち, МФА: [kagamʲi.iɕi mat͡ɕi̥]) — містечко в Японії, в повіті Івасе префектури Фукусіма. Станом на 1 жовтня 2008 площа містечка становила 31,25 км². Станом на 1 січня 2009 населення містечка становило 12 738 осіб.